# Museum Skanderborg
Museum Skanderborg består af 5 museer og 6 arkiver. Den samlede administration ligger på Adelgade i Skanderborg.
Museet er beliggende i byens ældste del tæt ved Skanderborg Slotsbanke og med stor parklignende have ned til Lille Sø.
I Skanderborg Dyrehave har museet en udstilling om besættelsestiden, beliggende i to tyske bunkere, Skanderborg Bunkerne. Desuden omfatter museet Øm Kloster museum, Gammel Rye Mølle og Ferskvandsmuseet.